# Napperon
Een napperon of doily is een dekservet gemaakt van kant of andere dunne, bewerkte stof. Dit kleedje wordt vooral gebruikt onder serviesgoed.
Van oorsprong was een napperon waarschijnlijk ook bedoeld om het tafelblad te beschermen tegen krassen van borden of schalen. De Engelse naam zou verwijzen naar een 18e-eeuwse textielkoopman die Doily of Doyly was genaamd.
In Nederland worden napperons nog wel gebruikt in traditionele kringen, gewoonlijk tussen bord en soepkom of tussen vruchtenbord en vingerkom (aangezien beide al bij aanvang gedekt worden maar pas bij de laatste gang gebruikt worden; het vruchtenbord, althans). Buiten Nederland (in elk geval in Engeland en de Verenigde Staten) zijn napperons nog meer in gebruik.
Ook bestaan er meerdere soorten van napperons, zo zijn er ook die speciaal zijn voor glazen. In het Engels worden deze ook weleens doily glass genoemd.
In Engeland, Frankrijk en Nederland worden de grote napperons ook als onderzetters gebruikt voor onder de binnenplanten, op zowel de vensterbank als op de tafel of andere meubelen. Hiermee is het te vergelijken met de andere bekende witte kleedjes die in huizen worden gebruikt. Napperons zijn meestal geweven. Maar ook gehaakte (veelal door middel van filet haken) en geborduurde komen voor, hoewel deze dan niet altijd meer door iedereen napperon wordt genoemd.